# Max Gerson
Max Gerson (18 de octubre de 1881 - 8 de marzo de 1959) fue un médico alemán que inventó una dieta que, según él, podría curar el cáncer y la mayoría de las enfermedades crónicas degenerativas. La llamó terapia Gerson y escribió A Cancer Therapy: Results of 50 Cases para promocionarla. Sin embargo, cuando estos fueron examinados por el National Cancer Institute (NCI), se encontraron con que sus expedientes carecían de la información básica necesaria para evaluar sistemáticamente sus aseveraciones. El National Cancer Institute concluyó que sus datos no demostraron que el tratamiento produjera algún beneficio.

## En Europa
Gerson nació en Wongrowitz, Alemania (actualmente Wągrowiec, Polonia) el 18 de octubre de 1881. En 1909, se graduó de la Universidad de Friburgo. Comenzó a practicar la medicina a los 28 años en Breslau, más tarde se especializó en medicina interna y en neurología, en Bielefeld. Por 1927, fue que se especializó en el tratamiento de la tuberculosis y el desarrollo de la dieta de Gerson-Sauerbrach-Hermannsdorfer, afirmando que era un gran avance en el tratamiento de dicha enfermedad. En un principio, utilizó su terapia como tratamiento solo para la migraña y la tuberculosis y en 1928 comenzó a utilizarlo como un tratamiento para el cáncer. Abandonó Alemania en 1933 y emigró primero a Viena, donde trabajó en el Sanatorio del West End. Gerson pasó 2 años en Viena. En 1935 se marchó a Francia a una asociación con una clínica cerca de París, antes de trasladarse a Londres en 1936. Poco después, se trasladó a los Estados Unidos, donde se radicó en Nueva York.

## En Estados Unidos
Gerson emigró a los Estados Unidos en 1936, pasó el examen de la junta médica y se convirtió en ciudadano de los EE. UU. en 1942.

En 1946, el senador Claude Pepper (D-FL), llamó a Gerson para testificar acerca de su tratamiento contra el cáncer ante el United States Senate Commerce Subcommittee on Science and Space porque se esperaba que Gerson jugara un papel importante en un centro de investigación que costaría 100 millones de dólares. Gerson se presentó al Congreso de los EE. UU., y mencionó que eran cinco los pacientes terminales de cáncer que se habían recuperado, esto no llamó mucho la atención de los medios de la época y la ley de asignaciones (SB 8947) murió ahí, en el Senado.
En los EE. UU., Gerson aplicó su terapia dietética para pacientes con varios tipos de cáncer, alegando buenos resultados, pero otros trabajadores encontraron que su metodología no era convincente. En 1958, Gerson publicó un libro en el que aseguraba haber curado 50 pacientes terminales con cáncer: A Cancer Therapy: Results of 50 Cases. La licencia de Gerson fue suspendida en 1958 en la ciudad de Nueva York. Gerson murió de neumonía el 8 de marzo de 1959.
Los defensores de la terapia de Gerson afirman que hubo una conspiración de largo alcance encabezada por el establecimiento médico.

## Terapia Gerson
Inicialmente, Gerson usó su terapia como tratamiento para los dolores de cabeza por migraña y tuberculosis. En 1928 comenzó a usarlo como tratamiento para el cáncer, su aplicación más conocida.
La terapia Gerson está basada en la creencia de que la enfermedad es causada por la acumulación de toxinas no especificadas, e intentos de tratar la enfermedad teniendo pacientes consumiendo una dieta vegana incluyendo vasos de jugo orgánico cada hora y diversos suplementos alimenticios. Además, los pacientes recibían enemas de café, aceite de ricino y algunas veces peróxido de hidrógeno u ozono.
El protocolo original también incluía extracto diario de hígado de ternera cruda, pero esta práctica fue descontinuada después de que varios pacientes murieran debido a un brote de infección por Campylobacter. La hija de Gerson, Charlotte Gerson, continuó promoviendo la terapia, fundando el Instituto Gerson en 1977.

## Evidencia
La terapia Gerson no ha sido probada de forma independiente o sometida a ensayos controlados aleatorios, y por lo tanto es ilegal en los Estados Unidos. El Instituto Gerson promueve la terapia, citando testimonios de pacientes y la evidencia anecdótica de otros. Los intentos de verificar de forma independiente los resultados de la terapia han sido negativos. Un grupo de 13 pacientes sometidos a la terapia Gerson fueron evaluados en los hospitales de San Diego a principios de 1980; en todos se encontró que aún tenían activo el cáncer. Una investigación realizada por Quackwatch encontró que las afirmaciones del Instituto de curación no estaban basadas en los datos reales de supervivencia, "Los doctores estiman que las posibilidades de sobrevivir de los pacientes que comienzan el tratamiento son bastante razonables, en forma coincidente con la opinión de los trabajadores del instituto sobre las personas que ingresan". En 1994, un estudio fue publicado en la literatura médica alternativa, en el que se describían a 18 pacientes tratados por cáncer con la Terapia Gerson. Su supervivencia media del tratamiento fue de 9 meses. Cinco años después de recibir el tratamiento Gerson, 17 de los 18 pacientes habían muerto de su cáncer, mientras que el paciente restante tenía una supervivencia activa de linfoma no Hodgkin.
American Cancer Society informó que "[1] No hay evidencia científica confiable de que la terapia Gerson sea eficaz en el tratamiento del cáncer y los principios que sostienen no son ampliamente aceptados por la comunidad médica. No está aprobada para su uso en los Estados Unidos. "[2] En 1947, el NCI, revisó 10 curas afirmadas por Gerson, sin embargo, todos los pacientes estaban recibiendo tratamiento contra el cáncer estándar al mismo tiempo, lo que hace imposible determinar el efecto que, en su caso, se debió a la terapia de Gerson Una revisión de la Terapia Gerson de Cáncer Memorial Sloan-Kettering Centro concluyó: "Si los proponentes de este tipo de terapias que deseen ser evaluadas científicamente y considerados válidos los tratamientos adyuvantes, deben proporcionar registros extensos (más de las tasas de supervivencia simple) y de la conducta controlada". En 1947 y 1959, el Instituto Nacional del Cáncer (NCI) revisó los casos de un total de 60 pacientes tratados por el Dr. Gerson. El Instituto Nacional del Cáncer encontró que la información que se recibió no demostraba que los progresos se debieran al régimen de Gerson.